# Sebastian Kolland

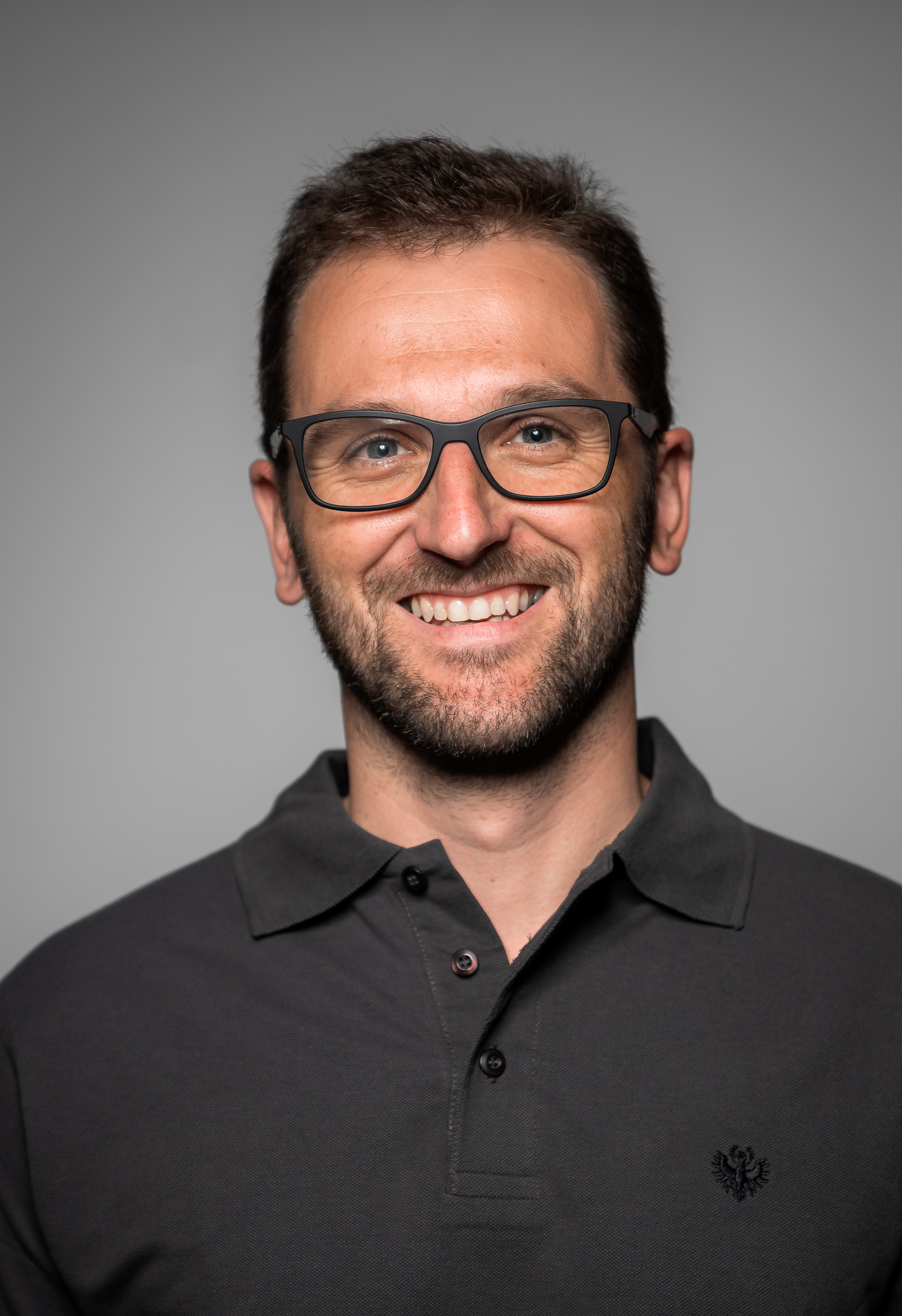
Sebastian Kolland (2020)

Sebastian Kolland (* 13. Juni 1983 in Kufstein) ist ein österreichischer Politiker der Österreichischen Volkspartei (ÖVP). Er ist seit 2016 Vizebürgermeister der Gemeinde Ebbs. Vom 11. Oktober 2020 bis zum 25. Oktober 2022 war er vom Tiroler Landtag entsandtes Mitglied des Bundesrates. Vom 21. Oktober 2022 bis zum 1. Juli 2024 war er Landesgeschäftsführer der Tiroler Volkspartei. Seit dem 25. Oktober 2022 ist er Abgeordneter zum Tiroler Landtag.

## Leben
Sebastian Kolland besuchte nach der Volksschule in Ebbs die Unterstufe am Gymnasium Kufstein und anschließend die HTL Jenbach, wo er 2002 maturierte. Anschließend studierte er in Innsbruck Bauingenieurwesen, das Studium schloss er 2011 als Bachelor of Science ab. 2015 begann er Studium der politischen Kommunikation an der Universität für Weiterbildung Krems.
Von 2008 bis 2011 war er Parlamentarischer Mitarbeiter, anschließend Bezirksgeschäftsführer der ÖVP Kufstein. 2014 wurde er Pressesprecher der Tiroler Volkspartei. Seit 2009 ist er Mitglied der Bezirksparteileitung Kufstein. Seit 2010 gehört er dem Gemeinderat seiner Heimatgemeinde Ebbs an, wo er seit 2016 als Vizebürgermeister fungiert.
Ab dem 11. Oktober 2020 war er vom Tiroler Landtag entsandtes Mitglied des Bundesrates. Er übernahm das Mandat von Klara Neurauter, die nach der Landtagswahl in Tirol 2018 nach der Halbzeit der fünfjährigen Legislaturperiode aus dem Bundesrat ausschied und Ersatzmitglied wurde, während Kolland bis dahin als Ersatzmitglied fungierte. Der Wechsel wurde bei der Nominierung der Bundesräte im Frühjahr 2018 vereinbart. Am 5. November 2020 wurde er als Bundesrat angelobt.
Nach der  Landtagswahl in Tirol 2022 wurde Kolland vom Landesparteivorstand der Tiroler Volkspartei am 21. Oktober 2022 zum Landesgeschäftsführer der Tiroler Volkspartei bestellt. Am 25. Oktober 2022 wurde er in der konstituierenden Sitzung der XVIII. Gesetzgebungsperiode als Abgeordneter zum Tiroler Landtag angelobt. Mit 1. Juli 2024 folgte ihm Florian Klotz als Landesgeschäftsführer nach.